# Carnesville
Carnesville är administrativ huvudort i Franklin County i Georgia. Orten har fått sitt namn efter juristen och politikern Thomas P. Carnes.